# Comune di Vinderup
Il comune di Vinderup era un comune danese della contea di Ringkjøbing, soppresso nel 2007. Capoluogo era la cittadina di omonima.
Esteso su una superficie di 224 km², nel 2005 il comune aveva una popolazione di 8 035 abitanti.

## Storia
Dal 1º gennaio 2007, con l'entrata in vigore della riforma amministrativa, il comune è stato soppresso e accorpato, insieme al comune di Ulfborg-Vemb, al riformato comune di Holstebro.